# Carl XVI Gustaf – Den motvillige monarken
Carl XVI Gustaf – Den motvillige monarken är en biografisk bok om kung Carl XVI Gustaf. Den är skriven av journalisterna Thomas Sjöberg, Deanne Rauscher och Tove Meyer, och utkom i november 2010 på bokförlaget Lind & Co.
Författarna intervjuade personer som kommit i kontakt med kungen genom åren, till exempel klasskamrater och lärare, adjutanter och livvakter. Boken vill belysa hur kungen uppfattas av människor i sin omgivning och hävdar att bakom fasaden finns en helt vanlig människa som är motvillig inför sitt ämbete. Boken ville vidare skildra okända sidor hos kungen och hans privatliv, vilke han umgås med och under vilka former det sker.

## Mottagande
Boken fick hård kritik då den ansågs utmåla kungen i dålig dager med hjälp av icke tillförlitliga källor. Boken saknade tydliga källor och författarna gjorde inte någon kritisk analys av de rykten och utsagor man tog upp. Boken kritiserades vidare för att i för hög utsträckning ha fokuserat på kungens privatliv, istället för kungens personlighet, åsikter i miljöfrågor, samhällsutvecklingen, utrikespolitiken, familjerelationer och äktenskap.
Dick Harrison kritiserade bokens källunderlag och jämförde dem med häxprocesserna. Harrison skrev senare tillsammans med Desirée Ahokas Schein en bok där de bemötte vissa påståenden i Den motvillige monarken. Expressen  konstaterade att ett foto som påstods visa kungen manipulerats för att få det som att verka att besöket faktiskt ägt rum.
Ordet kaffeflicka, som förekommer i boken, om kvinnor som efter middagar presenterades som underhållning för gästerna, upptogs på Språkrådets nyordslista 2010. I boken påstås det bland annat att kung Carl XVI Gustaf hade ett förhållande med Camilla Henemark på 1990-talet.
År 2013 utsågs boken till ett av de senaste 25 årens viktigaste avslöjanden av Föreningen Grävande Journalisters tidning Scoop.

## Anders Lettström
I maj 2011 rapporterade Sveriges Radio att en bekant till kungen, Anders Lettström, sökt kontakt med Milan Sevo som kallats för bland annat "gangsterledare" för att mot betalning utverka en dementi från Mille Markovic kring de bilder som denne uppgett sig ha och som skulle visa kungen på besök på sexklubb. I en intervju med TT den 30 maj förnekade kungen all inblandning i, och kännedom om, Lettströms handlande.
I december 2011 framkom inspelade samtal där Lettström uttalar att kungen hölls informerad om förhandlingarna. I en analys av ljudmaterialet som beställdes av Aftonbladet hittades inga bevis för, och det bedömdes som "ytterst osannolikt" (men inte uteslutet), att materialet hade manipulerats. Händelseförloppet beskrivs även i detalj av Daniel Webb, som anlitades som förhandlare mellan parterna, i den självbiografiska boken Livvakten.